# Nadine Beiler
Nadine Beiler (Inzing, 27 mei 1990) is een Oostenrijkse R&B- en popzangeres.

## Biografie
Beiler groeide op in Inzing, een dorp in Tirol. Ze begon op jonge leeftijd te zingen. Ze werd bekend bij het grote publiek door haar overwinning in de sterrenjacht Starmania op de staatszender ORF 1 in 2006. Met haar zestien jaar was ze de jongste van de 18 finalisten, waaronder Tom Neuwirth die in 2014 deelnam aan het Eurovisiesongfestival in Kopenhagen.
Vijf jaar later, op 25 februari 2011, won Beiler de nationale finale voor het Eurovisiesongfestival. Hierdoor werd zij de eerste Oostenrijkse vertegenwoordiger op het festival sinds Eric Papilaya in 2007. Met het nummer The secret is love wist ze door te stoten naar de grote finale van het Eurovisiesongfestival, waarin ze uiteindelijk achttiende werd.
1957: Bob Martin · 
1958: Liane Augustin · 
1959: Ferry Graf · 
1960: Harry Winter · 
1961: Jimmy Makulis · 
1962: Eleonore Schwarz · 
1963: Carmela Corren · 
1964: Udo Jürgens · 
1965: Udo Jürgens · 
1966: Udo Jürgens · 
1967: Peter Horton · 
1968: Karel Gott · 
1971: Marianne Mendt · 
1972: Milestones · 
1976: Waterloo & Robinson · 
1977: Schmetterlinge · 
1978: Springtime · 
1979: Christina Simon · 
1980: Blue Danube · 
1981: Marty Brem · 
1982: Mess · 
1983: Westend · 
1984: Anita · 
1985: Gary Lux · 
1986: Timna Brauer · 
1987: Gary Lux · 
1988: Wilfried · 
1989: Thomas Forstner · 
1990: Simone · 
1991: Thomas Forstner · 
1992: Tony Wegas · 
1993: Tony Wegas · 
1994: Petra Frey · 
1995: Stella Jones · 
1996: George Nussbaumer · 
1997: Bettina Soriat · 
1999: Bobbie Singer · 
2000: The Rounder Girls · 
2002: Manuel Ortega · 
2003: Alf Poier · 
2004: Tie Break · 
2005: Global Kryner · 
2007: Eric Papilaya · 
2011: Nadine Beiler · 
2012: Trackshittaz · 
2013: Natália Kelly · 
2014: Conchita Wurst · 
2015: The Makemakes · 
2016: Zoë · 
2017: Nathan Trent · 
2018: Cesár Sampson · 
2019: PÆNDA · 
2021: Vincent Bueno · 
2022: LUM!X feat. Pia Maria · 
2023: Teya & Salena · 
2024: Kaleen · 
2025: JJ
- Bibliothèque nationale de France: cb16522889j (data)
- Gemeinsame Normdatei: 1013961544
- International Standard Name Identifier: 0000 0001 2272 0680
- MusicBrainz: f60cf6f1-60ec-4b41-a174-f316a789593e
- Virtual International Authority File: 172622370
- WorldCat: E39PBJtxgmTptfgXGCr3Tp4jG3